# Otto Uhlmann
Otto Uhlmann (* 20. August 1891 in Sitzberg bei Turbenthal; † 8. März 1980 in Zürich) war ein Schweizer Dirigent und Komponist. Bekannt geworden ist er vor allem durch sein Tessiner Soldatenlied Quattro cavai che trottano für Männerchor.

## Leben und Werk

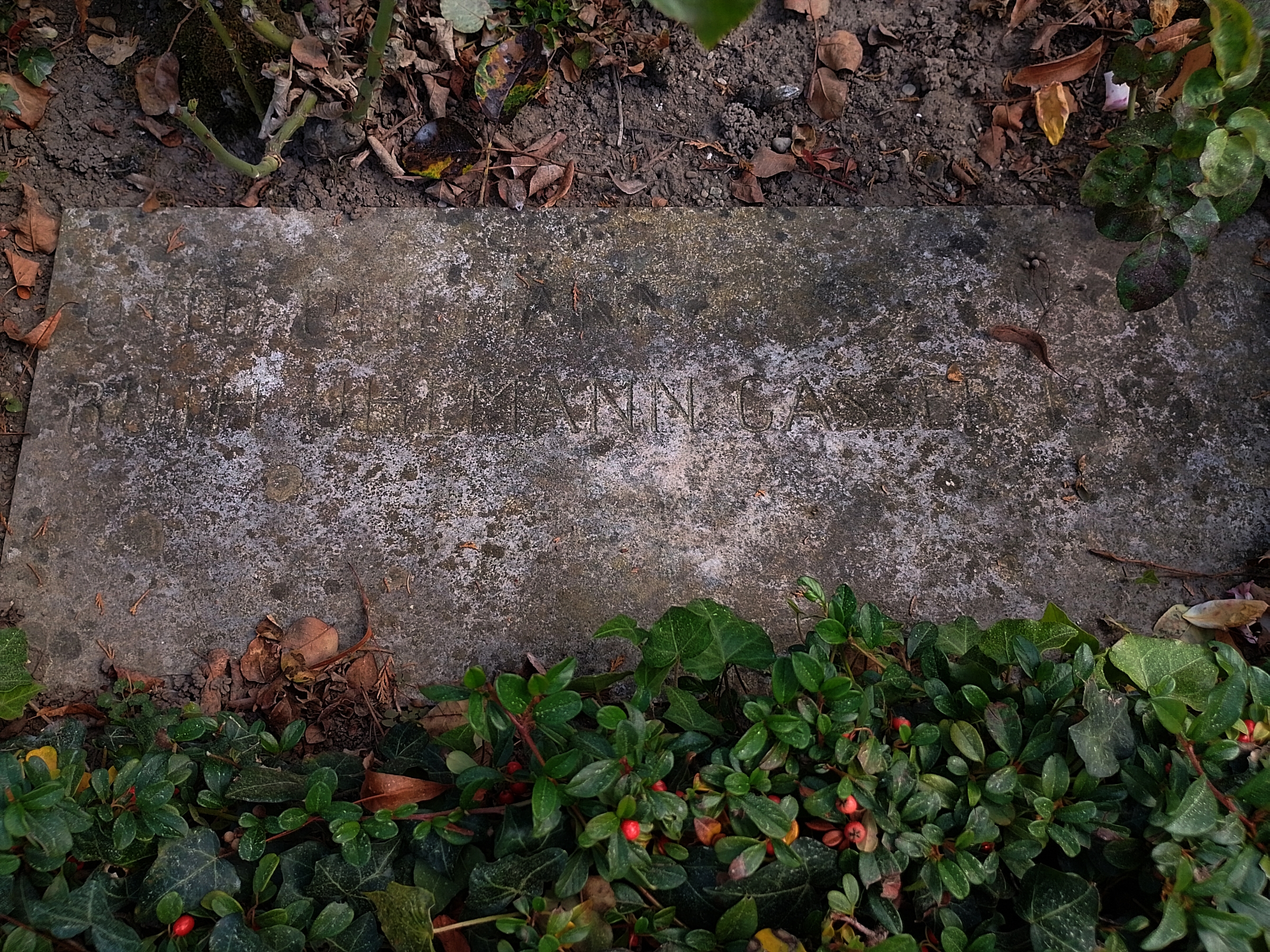
Grab, Friedhof Enzenbühl, Zürich

Nach Studienjahren in Zürich und Paris arbeitete Uhlmann als Privatmusiklehrer, Chor- und Orchesterdirigent in Zürich und Winterthur, wo er von 1918 bis 1923 als Universitätsmusikdirektor sowie von 1921 bis 1927 als Gesangslehrer an der Kantonsschule tätig war. Er dirigierte u. a. den Studentengesangverein Zürich, den Männerchor Winterthur und das Winterthurer Stadtorchester. Als Komponist schuf er u. a. zwei Sinfonien, ein Streichquartett, ein Streichtrio und zwei Violinsonaten sowie zahlreiche Solo- und Männerchorlieder.
1932 war Uhlmann Gründungspräsident des Ostschweizerischen Berufsdirigentenverbands (seit 1937 Schweizerischer Berufsdirigentenverband). Von 1949 bis 1969 war er zudem Chefredaktor der Chorzeitschrift Eidgenössisches Sängerblatt.
Otto Uhlmann fand im Grabfeld von Karl Attenhofer seine letzte Ruhestätte auf dem Friedhof Enzenbühl in Zürich.